# Saligos
Saligos – miejscowość i gmina we Francji, w regionie Oksytania, w departamencie Pireneje Wysokie. W 2013 roku populacja gminy wynosiła 92 mieszkańców. 
1 stycznia 2017 roku połączono dwie wcześniejsze gminy: Saligos oraz Vizos. Siedzibą nowej gminy została miejscowość Saligos, a gmina przyjęła jej nazwę. 